# Zbójeckie Skały (Karkonosze)
Zbójeckie Skały (niem. Hohlestein) – grupa granitowych skałek w Sudetach Zachodnich, w Karkonoszach.
Zbójeckie Skały położone są w południowo-zachodniej Polsce, w Sudetach Zachodnich, w północno-zachodniej części Karkonoszy, na północnym zboczu Chojnika.
Jest to zgrupowanie skałek, składające się z kilku granitowych ostańców o wysokości dochodzącej do kilku metrów. Położone na wysokości około 460–500 m n.p.m. W ich obrębie znajduje się jaskinia szczelinowa Dziurawy Kamień oraz Jaskinia Zbójecka (Zbójecka Grota).
Można tu obserwować spękania biegnące w trzech kierunkach oraz nieregularne (cios granitowy) oraz kociołki wietrzeniowe.

## Turystyka
Obok skałek przechodzi szlak turystyczny:
- czarny – prowadzący z Sobieszowa na zamek Chojnik.

Skałki stanowią punkt widokowy, z którego roztacza się panorama na Kotlinę Jeleniogórską.